# 圣安德烈教堂 (罗马)
圣安德烈教堂（義大利語：Saint Andrew's Church of Scotland）是苏格兰长老会在意大利罗马的一座教堂。
1860年代初，一群苏格兰和美国长老会教徒开始在西班牙阶梯附近开始聚会。第一座建筑与1871年开放，靠近Porta Flaminia。目前的建筑位于九月二十日街（Via Venti Settembre）7号，介于共和国广场和奎里纳莱宫之间，开放于1885年。
由於规划许可要求该建筑物的外观不得像一座教堂，因此这座建筑物的外观與同一条街上的意大利政府机构相似。该建筑从街道向后退了一些，有一个封闭的前院，共有四层。教堂本身占据了整个底层，上面是办公室，牧师住宅，屋顶阳台可以眺望到梵蒂冈。
教堂的内部结构体现了长老会的传统，有一个中央讲坛，装饰很少。在一个突出的位置，有纪念在意大利攻防战中阵亡的苏格兰军人的纪念碑。礼拜在每星期日上午11时用英语举行。